# NGC 1046
NGC 1046 è una piccola galassia lenticolare situata nella costellazione della Balena, a una distanza di circa 280 milioni di anni luce dalla nostra Via Lattea.

## Scoperta
La galassia è stata scoperta il 7 novembre 1784 dall'astronomo britannico di origine tedesca William Herschel.

## Descrizione

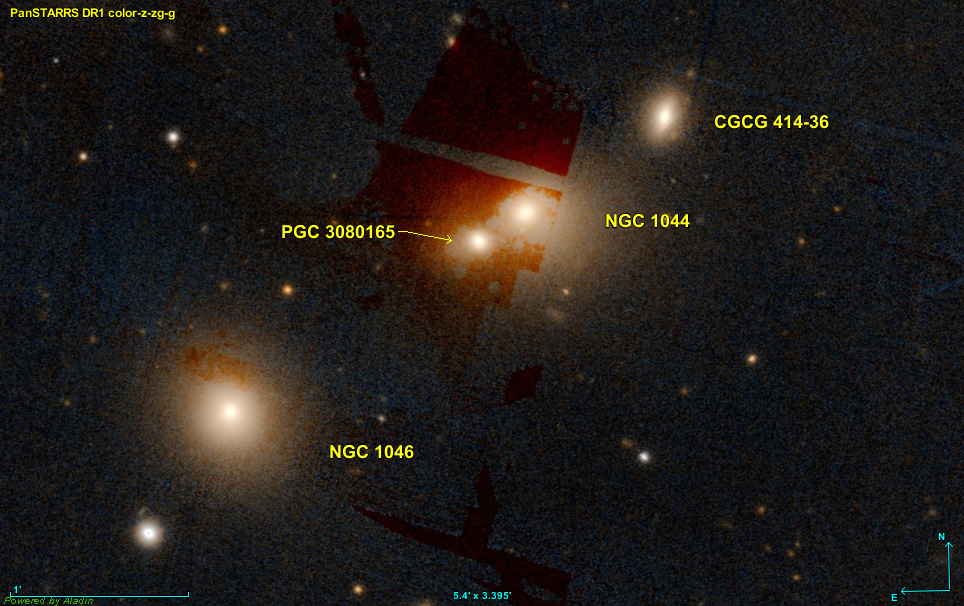
Le quattro galassie dell'immagine ripresa da Pan-STARRS (NGC 1044, NGC 1046, PGC 3080165 (NGC 1046 NED02) e CGCG 414-36.

Dato il valore della sua luminosità superficiale pari a 11,21, NGC 1046 può essere inclusa tra le galassie ad elevata luminosità superficiale.
Le quattro galassie che compaiono nell'immagine ripresa da Pan-STARRS (NGC 1044, NGC 1046, PGC 3080165 (NGC 1044 NED02) e CGCG 414-36, sono situate a distanze comprese tra 84,4 e 88,8 Mpc e formano probabilmente un gruppo di galassie, anche se l'esistenza di questo gruppo non viene citata in nessuna fonte.